# Urgleptes deliciolus
Urgleptes deliciolus là một loài bọ cánh cứng trong họ Cerambycidae.